# 1907 en Australie
Chronologie de l'Australie
- 1903
- 1904
- 1905
- 1906
- 1907
- 1908
- 1909
- 1910
- 1911

Cette page concerne les évènements survenus en 1907 en Australie  :

## Évènement
- juillet : Martha Rendell (en) tue son enfant.
- 20 octobre : Protestations de 1907 contre les costumes de bain à Sydney (en), en réponse à une proposition d'ordonnance du conseil de Waverley visant à imposer le port d'une tunique ressemblant à une jupe aux baigneurs masculins.

## Arts et littérature
- Sortie du roman Keane of Kalgoorlie (en) d'Agnes Gavin.
- G. W. L. Hirst remporte le prix Wynne.
- 2 novembre : Sortie du film adapté de Robbery Under Arms (en).

## Sport
- Équipe d'Angleterre de cricket en Australie (en)
- Championnat australasiatique (en) (tennis)
- La Nouvelle-Galles du Sud remporte le Sheffield Shield.
- 8 août : La New South Wales Rugby League est créée à Sydney, introduisant le Rugby à XIII en Australie.
- 8 août : Apologue remporte la Melbourne Cup.

Cricket - 

### Création de club
- Melbourne High School Old Boys Association (en)

## Naissance
- Adrien Albert, chimiste.
- Andrew Charlton, nageur.
- David Fleay, naturaliste.
- Alan Hulme (en), personnalité politique.
- Marjorie Lawrence, soprano.
- Gwen Meredith (en), écrivaine et scénariste.
- Bill Wentworth (en), personnalité politique.

## Décès
- Charles Bromby (en), évêque anglican de Tasmanie.
- Lorimer Fison (en), anthropologue.
- John Horgan (en), personnalité politique.
- Walter Padbury (en), pionnier et philanthrope.
- Henry Chamberlain Russell (en), astronome.